# Pehr Victor Edman
Pehr Victor Edman (14 de abril de 1916 - 19 de marzo de 1977) fue un bioquímico sueco que desarrolló un método para la secuenciación de proteínas nombrado degradación de Edman.

## Primeros años
Edman nació en Estocolmo, Suecia. En 1935, comenzó a estudiar medicina en el Instituto Karolinska, donde se interesó en la investigación básica. Recibió su título de medicina en 1938. Su investigación fue interrumpida por el comienzo de la Segunda Guerra Mundial, a la cual fue arrastrado para servir en el ejército sueco. Regresó al Instituto Karolinska en 1946 donde obtuvo su doctorado bajo la supervisión del profesor Erik Jorpes.

## Desarrollo de la degradación de Edman
Durante el tiempo que Edman comenzó su investigación sobre la Angiotensina, apenas se descubría que las proteínas eran entidades diferentes con una masa molecular, carga eléctrica y estructura definidas. Esto inspiró a Edman a desarrollar un método que pudiera ser usado en la determinación de la secuencia de aminoácidos en la proteína. En 1947 ganó un viaje al Instituto Rockefeller para la investigación Médica. En 1950, regresó a Suecia para convertirse en Profesor Asistente en la Universidad de Lund, donde publicó su primer artículo sobre el método después conocido como Degradación de Edman, para determinar la secuencia de una proteína. Continuó su trabajo hasta su muerte para mejorar el método y permitir la determinación de cadenas más largas con cantidades más pequeñas de muestra.

## Carrera posterior
En 1957, viajó a Australia para ser el director de la Escuela de Investigación Médica de St. Vincent. En 1967, desarrolló un secuenciador automático de proteínas llamado the sequenator (el secuenciador) junto con su asistente Geoffrey Begg.
En 1972, viajó al Instituto Max Planck de bioquímica en Martinsried, cerca de Múnich, donde trabajó con su segunda esposa Agnes Henschen para secuenciar fibrinógeno.
En 1977, Edman murió de un tumor cerebral después de un corto periodo de coma.